# 劍潭魚精
劍潭魚精，是台灣民間傳說中出現在今劍潭地區的魚妖怪，因為製造出風浪妨礙到鄭成功軍隊前進而被其所殺。

## 傳說
目前最普遍的傳說內容為：過去鄭成功帶兵經過劍潭當地時，魚精出現在基隆河中，牠製造出了強大的風浪造成河水氾濫，讓軍隊無法過河，鄭成功當下便到河邊拿起寶劍扔向河中的魚精，成功刺死牠，河面恢復平靜，軍隊才得以渡河，而他的寶劍也留在水裡，據說會在農曆十五日的晚上浮出水面、散發光芒，若有船隻經過會被剖成兩半，伸手去打撈它則會下沉不見，劍潭的地名便是源自於此。
其他版本
也有傳說認為魚精是在軍隊過河的時候突然出現並攻擊，被鄭成功將寶劍投入水中殺死、或是阻礙軍隊前進的其實是毛少翁社（在士林地區的凱達格蘭族部落），而鄭成功在交戰中不小心弄丟寶劍、也有在日後有青年想用粗糠搓成的繩子打撈浮在水面上的寶劍，卻因為突然降下雷電而嚇得鬆手、寶劍也就此消失不見的傳說。
也有傳聞說，鄭成功殺死的並不是魚精，而是生活在劍潭中的蛟龍，而今劍潭古寺也有一個刻於1852年的古碑，刻有劍潭原有龍的傳聞。

## 其他傳說
除了劍潭魚精之外，也有其他類似的傳說，主要可以分為「荷蘭說」和「竹南堡說」：

### 荷蘭說
據說過去荷蘭人在大浪泵社一帶（今圓山一帶）砍伐樹木時，將一把寶劍插在潭邊的一棵巨大茄苳樹的樹幹上，後來繼續成長的樹幹把劍給包住、或者寶劍被遺留在潭裡，並且會在晚上或颳起暴風雨的時候發出紅光。

### 竹南堡說
竹南堡說跟其他說法不同，地點並不在台北，而是南港溪上游和造橋鄉裡另一個叫「劍潭」的潭，南港溪上游的說法跟目前主要的傳說類似：鄭成功將劍丟於潭中，且劍在颳風下雨時會出現，但沒有魚精的部分；而造橋鄉的傳說則是林爽文在兵敗後逃亡到當地並將寶劍投於潭中。

## 現代研究
劍潭傳說很有可能是住在「劍潭」的當地人根據當地名稱以及部分史實編造出來的故事，史實上的確有荷蘭人在北台灣砍伐樹木的紀錄，但因為當地的樹木不適合當建材用而放棄，有可能劍潭的傳說就是源自荷蘭人放棄之後遺留下來的伐木工具，後來傳說隨著政權的轉移和當地化而出現變化，在光緒年間轉變為打敗荷蘭人的鄭成功和中部天地會領袖林爽文等人